# لی اهیومی
لی اهیومی (به انگلیسی: Lee Ahyumi) (زاده ۲۵ اوت ۱۹۸۴) خواننده، بازیگر و هنرمند اهل کره جنوبی است.